# Crater-II-Zwerggalaxie
Die Crater-II-Zwerggalaxie, kurz auch Crater II oder Crater 2, ist eine im Jahr 2016 entdeckte Zwerggalaxie des Typs dSph im Sternbild Becher in der Lokalen Gruppe und eine der Satellitengalaxien der Milchstraße.

## Eigenschaften
Sie wurde vom VST ATLAS Survey der Europäischen Südsternwarte in Chile entdeckt. Sie weist eine sphäroide Form auf und befindet sich etwa 390.000 Lichtjahre vom Sonnensystem entfernt. Die Galaxie hat einen Halblichtradius von circa 1100 Parsec und hat einen Durchmesser von 7000 Lichtjahren, was sie zur viertgrößten Satellitengalaxie der Milchstraße macht. Crater 2 ist eines der am schwächsten leuchtenden Himmelsobjekte, welches jemals entdeckt wurde.
Der Astronom Gabriel Torrealba von der University of Cambridge und dessen Kollegen sind der Auffassung, dass sich Crater 2 möglicherweise wie die Leo-II-, Leo-IV- und Leo-V-Zwerggalaxien zuvor aus demselben Sternhaufen gebildet haben könnte.

## Weiteres
- Liste der Galaxien der Lokalen Gruppe